# مورين فوريستر
مورين فوريستر (بالإنجليزية: Maureen Forrester) (و. 1930 – 2010 م) هي مغنية أوبرا، وعالمة موسيقى، وممثلة، ومخرجة أفلام، وكاتبة سيناريو، وكاتبة سير  كندية، ولدت في مونتريال، توفيت في تورونتو، عن عمر يناهز 80 عاماً ، بسبب خرف.

## جوائز وترشيحات
حصلت على جوائز منها:
- نيشان كيبيك الوطني من رتبة ضابط2003[29]
- شارع المشاهير الكندي  [لغات أخرى]‏2000
- جائزة الحاكم العام للفنون الاستعراضية  [لغات أخرى]‏1995[30]
- عضوية قاعة مشاهير الموسيقى الكندية  [لغات أخرى]‏1990
- جائزة مولسون  [لغات أخرى]‏1972[31]
- الدكتوراه الفخرية من جامعة كولومبيا البريطانية
- الدكتوراه الفخرية من جامعة كونكورديا
- وسام أونتاريو
- الدكتوراه الفخرية من جامعة أوتاوا
- شريك وسام كندا
- الدكتوراه الفخرية من جامعة لافال[32]

ترشحت لـ:
Juno Award for Classical Album of the Year – Solo or Chamber Ensemble ‏1980.

## وصلات خارجية
- مورين فوريستر في قاعدة بيانات الأفلام على الإنترنت
- مورين فوريستر  على موقع أول موفي